# Лісовий Павло Миколайович
Павло́ Микола́йович Лісо́вий (* 23 вересня 1923, Коржівці — † 20 лютого 1999) — український літературознавець, доктор філологічних наук.

## З життєпису
Є автором досліджень з історії українського літературного краєзнавства.
Був одним з авторів «Історії української літератури» та путівника «Музеї Вінниччини».
По Пономарьову Петру Петровичу завідував в 1966–1975 роках кафедрою української літератури філологічного факультету Ужгородського університету, по ньому — Микола Панасович Лакиза.
Працював у Вінницькому педагогічному інституті.
Дещо з опублікованого:
- 1957 — «Духовна зброя: творчість Т. Шевченка в закарпатській комуністичній пресі 20-30-х рр.», «Літературна газета»,
- 1976 — «Співець дружби народів», «Вінницька правда», рубрика «Т. Шевченко і наші земляки»,
- 1979 — «Великий Кобзар і Поділля», «Радянське Поділля»,
- 1984 — «Поділля серце хвилювало», «Радянська освіта», серія «Т. Шевченко в дослідженнях вінницьких науковців, письменників, краєзнавців»,
- 1984 — «Славетний Кобзар і Поділля», «Комсомольське плем'я».